# Igreja Franciscana de Santa Maria de Jesus

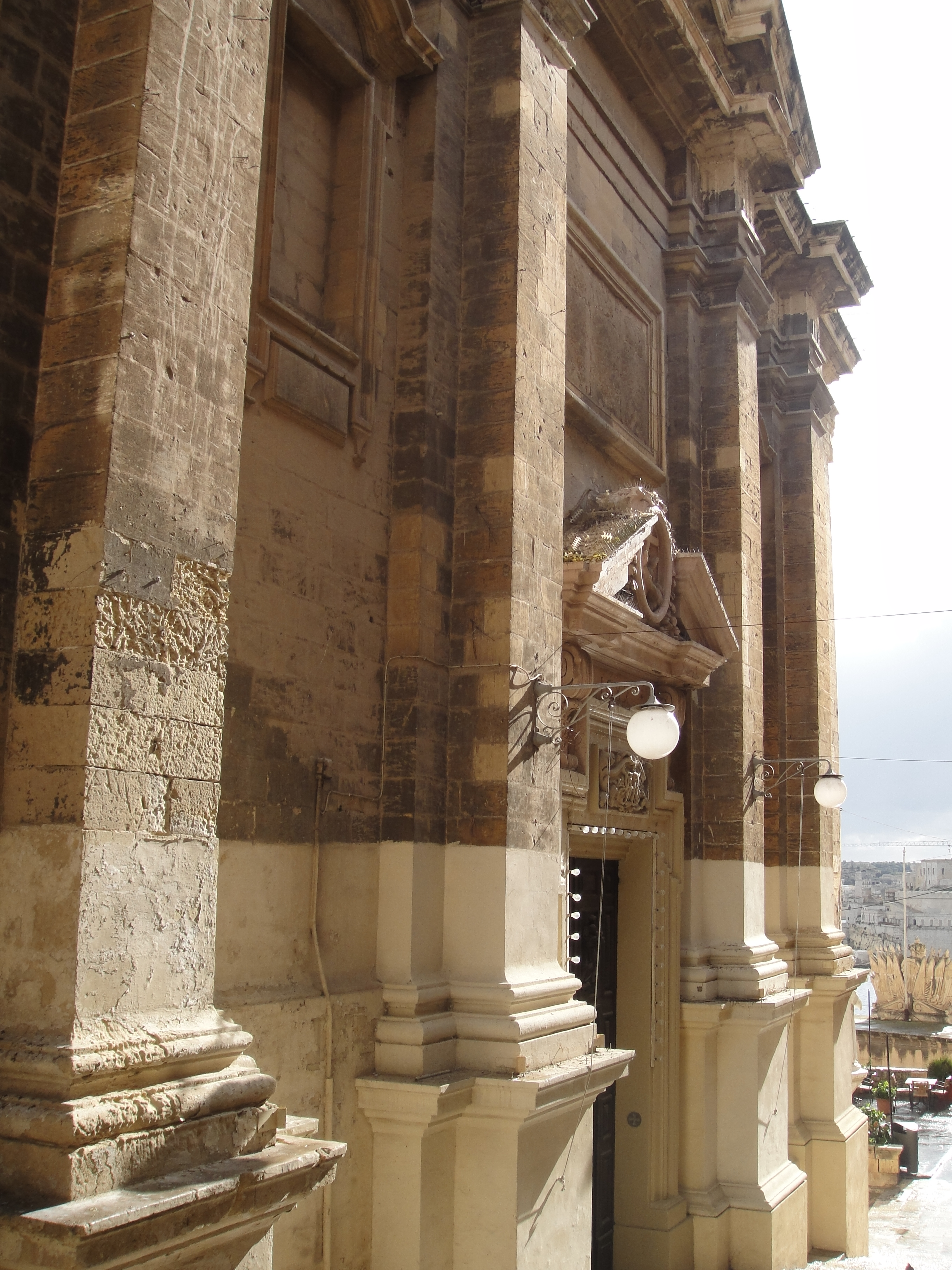
Igreja Franciscana de Santa Maria de Jesus

A Igreja Franciscana de Santa Maria de Jesus é uma igreja na cidade de Valeta, em Malta.